# Donkey Kong Bananza
Donkey Kong Bananza — компьютерная игра в жанре платформер, разработанная и изданная компанией Nintendo для консоли Nintendo Switch 2. Bananza является первым крупным проектом в франшизе со времен Donkey Kong Country: Tropical Freeze и первым 3D-платформером со времён Donkey Kong 64. Выпуск игры состоялся 17 июля 2025 года.

## Сюжет
VoidCo., банда злобных обезьян, крадёт Золотые бананы (бриллианты в форме бананов) в разгар золотой лихорадки. Главному герою, Донки Конгу, предстоит отправиться в подземелье, чтобы вернуть сокровища. Его сопровождает Одд Рок, антропоморфный фиолетовый камень, который подсказывает верное направление. Помимо этого, в игре появятся другие знакомые по серии персонажи.

## Игровой процесс
Donkey Kong Bananza представляет собой 3D-платформер в жанре приключенческого экшена, в котором особое внимание уделяется исследованию открытого мира (похожего на песочницу). Игрок должен, выполняя задания, сражаться с врагами, собирать предметы, решать головоломки и помогать неиграбельным персонажам, чтобы собрать Золотые бананы. Донки Конг может кувыркаться, наносить удары, бить по земле, поднимать и швырять предметы и лазать по большинству поверхностей. В Donkey Kong Bananza есть разрушаемые объекты — персонаж может уничтожить большую часть окружения, чтобы прокладывать себе путь (в том числе при помощи самодельных инструментов) и находить нужные предметы. Донки Конг может отрывать куски ландшафта от земли или стен и бросать их, чтобы находить предметы или уничтожать врагов, а также использовать их в качестве сноуборда. Разрушение окружающей среды позволяет игроку разнообразить перемещение. Например, главный герой может копать под землей, чтобы проложить себе путь в другую часть карты или найти зарытые Золотые бананы. Игрок отслеживает свой прогресс на 3D-карте мира.
Журналисты сравнили Bananza с Super Mario Odyssey; некоторые называют её духовным наследником платформера о Марио. Золотые бананы выполняют функцию, аналогичную Силовым лунам в Odyssey, и выдаются по мере прохождения сюжета или обнаруживаются в ходе исследований мира. Другими коллекционными предметами являются: Банандий, материал, похожий на золото (местная валюта), и окаменелости, которыми игрок может торговать с определёнными NPC. Исследуя местность, игрок может обнаружить секретные области, где ему предстоит пройти испытания, такие как прыжки по платформам или сражения с врагами на время. Некоторые области содержат 2D-сегменты с «видом сбоку», в визуальном плане похожие на Donkey Kong Country, и мини-картой.

## Разработка
Предыдущая крупная игра в серии о Донки Конге, Donkey Kong Country: Tropical Freeze, была выпущена для консоли Wii U в 2014 году. Следующим проектом должна была стать игра под кодовым названием Freedom, разрабатываемая Nintendo и компанией Vicarious Visions, при поддержке создателя франшизы Сигэру Миямото, для Nintendo Switch. Она представляла собой 3D-платформер с открытым миром, в котором основное внимание уделялось перемещению, а ключевой механикой должна была стать возможность лазанья по лианам. Проект был отменен в 2016 году, спустя полгода разработки. Причиной стало желание Activision Blizzard, материнской компании Vicarious Visions, перенаправить команду разработчиков на создание новой части шутера Call of Duty. В 2021 году на сайте Nintendo Life была опубликована новость, что Nintendo своими силами разрабатывает новый проект о Донки Конге, впервые после Donkey Kong Jungle Beat. Согласно информации, разработка началась в районе 2017—2018 года той же командой, которая создала Super Mario Odyssey.
Bananza — первый 3D-платформер во франшизе о Донки Конге со времён Donkey Kong 64. Также это первая игра во франшизе Donkey Kong, в которой используется переработанный дизайн титульного персонажа, со времен Donkey Kong Country, для которой он был придуман компанией Rare. Обновлённый облик героя вдохновлен визуальным стилем персонажа из анимационного фильма «Братья Супер Марио в кино». Коити Кавамото, руководитель разработки Nintendo Switch 2, привёл разрушаемое окружение Bananza в качестве примера игрового процесса, ставшего возможным благодаря улучшенной скорости обработки данных новой портативной консоли компании, возросшей по сравнению с оригинальной Switch.

## Выпуск
Nintendo анонсировала Donkey Kong Bananza на презентации Nintendo Direct 2 апреля 2025 года. Релиз игры эксклюзивно для консоли Nintendo Switch 2 был намечен на 17 июля. Это первая крупная игра Donkey Kong после Tropical Freeze.

## Отзывы
| Сводный рейтинг       | Сводный рейтинг |
| Агрегатор             | Оценка          |
| --------------------- | --------------- |
| Metacritic            | 91/100          |
| OpenCritic            | 91/100 (99 %)   |
| Иноязычные издания    |                 |
| Издание               | Оценка          |
| 4Players              | 8,5/10          |
| Destructoid           | 9/10            |
| Digital Trends        | [ 29 ]          |
| Edge                  | 9/10            |
| Eurogamer             | [ 31 ]          |
| Gameblog              | 9/10            |
| GamePro               | 95/100          |
| GameSpot              | 9/10            |
| GamesRadar+           | [ 35 ]          |
| GameStar              | 93/100          |
| Hardcore Gamer        | 4/5             |
| IGN                   | 10/10           |
| Jeuxvideo.com         | 17/20           |
| Nintendo Life         | [ 40 ]          |
| NME                   | [ 41 ]          |
| Nintendo World Report | 8,5/10          |
| Shacknews             | 9/10            |
| The Games Machine     | 9/10            |
| The Guardian          | [ 45 ]          |
| Video Games Chronicle | [ 46 ]          |
| Русскоязычные издания |                 |
| Издание               | Оценка          |
| StopGame.ru           | «Изумительно»   |

Согласно агрегатору рецензий Metacritic, Donkey Kong Bananza получила «всеобщее признание» от критиков. По данным OpenCritic, 99 % рецензентов рекомендовали игру, средняя оценка от ведущих критиков составила 91 балл из 100.